# Strada statale 513 di Val d'Enza
La ex strada statale 513 di Val d'Enza (SS 513), ora strada provinciale 513 R di Val d'Enza (SP 513 R), è una strada provinciale italiana che si snoda in Emilia-Romagna.

## Percorso
La strada ha origine nel centro abitato di Parma e si dirige verso sud raggiungendo Traversetolo. Devia quindi verso est e, superando il torrente Enza, arriva a San Polo d'Enza. Da qui risale il corso del torrente dalla sponda destra, sottopassando la ferrovia Reggio Emilia-Ciano d'Enza a Ciano d'Enza e proseguendo fino a Vetto.
A questo punto la strada prosegue verso sud-est e, guadagnando altitudine, arriva fino a Castelnovo ne' Monti dove si innesta sulla strada statale 63 del Valico del Cerreto.
In seguito al decreto legislativo n. 112 del 1998, dal 2001 la gestione è passata dall'ANAS alla Regione Emilia-Romagna, che ha provveduto al trasferimento dell'infrastruttura al demanio della Provincia di Parma e della Provincia di Reggio Emilia per le tratte territorialmente competenti.